# Ловибонд, Джозеф Уильямс
Джозеф Уильямс Ловибонд (англ. Joseph Williams Lovibond; 17 ноября 1833 — 21 апреля 1918) — британский пивовар, который изобрел колориметр для оценки качества пива. Также известен как создатель первой в мире шкалы цветности пива, известной как шкала Ловибонда.

## Биография
После того, как он случайно, в подростковом возрасте, потерял свой заработок от добычи золота, Ловибонд отправился работать на пивоварню, принадлежащую его семье. Он обнаружил, что окраска является хорошим показателем для оценки качества пива и требует точного способа измерения цвета. После неудачных экспериментов с краской, на твердых телах, посещение Солсберийского собора в 1880 году дало ему вдохновение использовать затемненные стекла для своего колориметра, который он представил публике в 1885 году.
В 1885 году он основал компанию The Tintometer Limited для производства своего колориметра, который назывался компаратором Ловибонд. Компания по-прежнему существует и продолжает выпускать обновленную версию компаратора Ловибонд.